# Minna Phillips
Pour les articles homonymes, voir Phillips.
Minna Phillips, née le 1er juin 1885 à Sydney, morte le 29 janvier 1963 à La Nouvelle-Orléans (Louisiane), est une actrice australienne, qui a fait sa carrière aux États-Unis.

## Filmographie
- 1941 : Le Mort fictif (Three Girls About Town) de Leigh Jason
- 1942 : Si Adam avait su... (The Male Animal) d'Elliott Nugent
- 1942 : Ma sœur est capricieuse (My Sister Eileen) d'Alexander Hall
- 1942 : Un drôle de lascar (A Yank at Eton) de Norman Taurog
- 1943 : Liens éternels (Hers to Hold) de Frank Ryan
- 1943 : Échec à la mort (Sherlock Holmes Faces Death) de Roy William Neill
- 1943 : L'Étoile du Nord (The North Star) de Lewis Milestone
- 1950 : Train to Tombstone (en) de William Berke
- 1950 : La Fille de Zorro (en) (The Bandit Queen) de William Berke
- 1951 : L'Inconnu du Nord-Express (Strangers on a Train) d'Alfred Hitchcock